# مونت فينتو دينفلاي تشالنجز 2019
مونت فينتو دينفلاي تشالنجز 2019 (بالفرنسية: Mont Ventoux Dénivelé Challenges 2019)‏ هو سباق دراجات هوائية من فئة  1.1، وهو الموسم الأول من مونت فينتو دينفلاي تشالنجز ‏، وأقيم في 17 يونيو 2019 ضمن سباقات طواف أوروبا للدراجات 2019، وشارك فيه  80 متسابقاً ووصل إلى نهايته  54 متسابقاً.
فاز بالمركز الأول خيسوس هييرادة، وفاز بالمركز الثاني رومان بارديه، وفاز بالمركز الثالث رين تاراما.

## الفرق
| فرق عالمية (3)- EF Education First - AG2R La Mondiale - جروباما-إف دي جي فرق قارية محترفة (7)- Cofidis, Solutions Crédits - فيتال كونسبت 2019 ‏ - Arkéa-Samsic - كاجا رورال-سيغوروس 2019 ‏ - ديلكو ‏ - Total Direct Énergie - يوسكادي مورياس 2019 ‏ فرق قارية (2)- أموري وفيتا - برودير 2019 ‏ - Interpro Cycling Academy ‏ |  |
| |  |

## المشاركون
| EF Education First EF1 | EF Education First EF1 | EF Education First EF1 |
| ---------------------- | ---------------------- | ---------------------- |
| م                      | عداء                   | مرتبة                  |
| 1                      | شون بينيت              | 40                     |
| 2                      | ماتي بريشيل            |                        |
| 3                      | جوناثان كايسيدو        |                        |
| 4                      | جو دومبروفسكي          | 16                     |
| 5                      | Mitchell Docker ‏       |                        |
| 6                      | مورينو هوفلاند         | OTL                    |
| 7                      | لاكلان مورتون          | 38                     |

| AG2R La Mondiale ALM | AG2R La Mondiale ALM | AG2R La Mondiale ALM |
| -------------------- | -------------------- | -------------------- |
| م                    | عداء                 | مرتبة                |
| 11                   | رومان بارديه         | 2                    |
| 12                   | هوبير دوبون          | 32                   |
| 13                   | Ben Gastauer ‏        | لم يكمل السباق       |
| 14                   | توني قالوبا          | 9                    |
| 15                   | Dorian Godon ‏        | 29                   |
| 16                   | Nans Peters ‏         | 24                   |
| 17                   | الكسيس فويليرموز     | 17                   |

| Groupama-FDJ GFC | Groupama-FDJ GFC    | Groupama-FDJ GFC |
| ---------------- | ------------------- | ---------------- |
| م                | عداء                | مرتبة            |
| 21               | ميكايل ديلاج        | 35               |
| 22               | إجناتاس كونوفالوفاس |                  |
| 23               | توبياس لودفيجسون    | 14               |
| 24               | مايلز سكوتسون       | 37               |
| 25               | رومان سيجل ‏         | 43               |
| 26               | بينوا فوجرينارد     | 52               |
| 27               | ليو فنسنت           | 18               |

| Cofidis, Solutions Crédits COF | Cofidis, Solutions Crédits COF | Cofidis, Solutions Crédits COF |
| ------------------------------ | ------------------------------ | ------------------------------ |
| م                              | عداء                           | مرتبة                          |
| 31                             | خيسوس هييرادة                  | 1                              |
| 32                             | داروين أتابوما                 |                                |
| 33                             | Geoffrey Soupe ‏                | OTL                            |
| 34                             | ايمانويل مورين                 | 45                             |
| 35                             | أنتوني بيريز                   | لم يبدأ                        |
| 36                             | جوليان سيمون                   | 27                             |
| 37                             | دامين توزي                     | 23                             |

| فيتال كونسبت ‏ VCB | فيتال كونسبت ‏ VCB   | فيتال كونسبت ‏ VCB |
| ----------------- | ------------------- | ----------------- |
| م                 | عداء                | مرتبة             |
| 41                | يوان بغت            | لم يكمل السباق    |
| 42                | Corentin Ermenault ‏ | 39                |
| 43                | Steven Lammertink ‏  | OTL               |
| 44                | Adrien Garel ‏       | 42                |
| 45                | Justin Mottier ‏     | 46                |
| 46                | باتريك مولر         | 21                |
| 47                | آرثر فيشوت          | لم يكمل السباق    |

| Arkéa-Samsic PCB | Arkéa-Samsic PCB | Arkéa-Samsic PCB |
| ---------------- | ---------------- | ---------------- |
| م                | عداء             | مرتبة            |
| 51               | برايس فيلو       | OTL              |
| 52               | ايلي جيسبرت      | 5                |
| 53               | رومان هاردي      | 15               |
| 54               | رومان لي رو      | لم يكمل السباق   |
| 55               | جيرمي مايسون     | 31               |
| 56               | لوران بيشون      | 47               |
| 57               | Amaël Moinard ‏   | 28               |

| كاجا رورال-سيغوروس ‏ CJR | كاجا رورال-سيغوروس ‏ CJR | كاجا رورال-سيغوروس ‏ CJR |
| ----------------------- | ----------------------- | ----------------------- |
| م                       | عداء                    | مرتبة                   |
| 61                      | سيرجيو بارديلا          | 22                      |
| 62                      | كريستيان رودريغيز       | 12                      |
| 63                      | اليكس ارانبورو          | 51                      |
| 64                      | Julen Amezqueta ‏        | 41                      |
| 65                      | سيرجي تشيرنيتسكي        | 11                      |
| 66                      | Álvaro Cuadros ‏         | لم يكمل السباق          |
| 67                      | ديفيد غونزاليس          | 50                      |

| ديلكو ‏ DMP | ديلكو ‏ DMP          | ديلكو ‏ DMP |
| ---------- | ------------------- | ---------- |
| م          | عداء                | مرتبة      |
| 71         | رومان كومبو         | 26         |
| 72         | لوكاس دي روسي       | 54         |
| 73         | جوليان الفارس       | 4          |
| 74         | ديليو فرنانديز كروز | 44         |
| 75         | خافيير مورينو       | 6          |
| 76         | Rémy Rochas ‏        | OTL        |
| 77         | افالداس سيسكفهيوس   | OTL        |

| Total Direct Énergie TDE | Total Direct Énergie TDE | Total Direct Énergie TDE |
| ------------------------ | ------------------------ | ------------------------ |
| م                        | عداء                     | مرتبة                    |
| 81                       | جوناثان إيفيرت           | لم يكمل السباق           |
| 82                       | Axel Journiaux ‏          | OTL                      |
| 83                       | Bryan Nauleau ‏           | لم يكمل السباق           |
| 84                       | Perrig Quéméneur ‏        | 48                       |
| 85                       | Simon Sellier ‏           |                          |
| 86                       | Rein Taaramäe            | 3                        |

| يوسكادي مورياس ‏ EUS | يوسكادي مورياس ‏ EUS | يوسكادي مورياس ‏ EUS |
| ------------------- | ------------------- | ------------------- |
| م                   | عداء                | مرتبة               |
| 91                  | أوسكار رودريغيز     | 8                   |
| 92                  | جاريكويتز برافو     | OTL                 |
| 93                  | Mikel Bizkarra ‏     | 30                  |
| 94                  | بنات انساوستي       | لم يكمل السباق      |
| 95                  | Mikel Iturria ‏      | 20                  |
| 96                  | ماريو غونزاليس      | OTL                 |
| 97                  | سيرجيو ساميتيير     | 25                  |

| أموري وفيتا - برودير 2019 ‏ AMO | أموري وفيتا - برودير 2019 ‏ AMO | أموري وفيتا - برودير 2019 ‏ AMO |
| ------------------------------ | ------------------------------ | ------------------------------ |
| م                              | عداء                           | مرتبة                          |
| 101                            | Andrea Meucci‏                  | لم يكمل السباق                 |
| 102                            | Danilo Celano ‏                 | 19                             |
| 103                            | Pierpaolo Ficara ‏              | 7                              |
| 104                            | Yukinori Hishinuma‏             | لم يكمل السباق                 |
| 105                            | Viesturs Lukševics ‏            | 36                             |
| 106                            | ماركو تيزا                     | 33                             |
| 107                            | Kristers Ansons ‏               | لم يبدأ                        |

| Interpro Cycling Academy ‏ IPC | Interpro Cycling Academy ‏ IPC | Interpro Cycling Academy ‏ IPC |
| ----------------------------- | ----------------------------- | ----------------------------- |
| م                             | عداء                          | مرتبة                         |
| 111                           | Samuel Ponce Alvarez‏          | لم يكمل السباق                |
| 112                           | Evan Clouse ‏                  | لم يكمل السباق                |
| 113                           | David Casanovas ‏              | OTL                           |
| 114                           | بابلو توريس                   | 53                            |
| 115                           | Florian Hudry ‏                | 34                            |
| 116                           | Adrien Guillonnet ‏            | 13                            |
| 117                           | هيرنان أغيري                  | OTL                           |

| EF Education First EF1 | EF Education First EF1 | EF Education First EF1 |
| ---------------------- | ---------------------- | ---------------------- |
| م                      | عداء                   | مرتبة                  |
| 1                      | شون بينيت              | 40                     |
| 2                      | ماتي بريشيل            |                        |
| 3                      | جوناثان كايسيدو        |                        |
| 4                      | جو دومبروفسكي          | 16                     |
| 5                      | Mitchell Docker ‏       |                        |
| 6                      | مورينو هوفلاند         | OTL                    |
| 7                      | لاكلان مورتون          | 38                     |

| AG2R La Mondiale ALM | AG2R La Mondiale ALM | AG2R La Mondiale ALM |
| -------------------- | -------------------- | -------------------- |
| م                    | عداء                 | مرتبة                |
| 11                   | رومان بارديه         | 2                    |
| 12                   | هوبير دوبون          | 32                   |
| 13                   | Ben Gastauer ‏        | لم يكمل السباق       |
| 14                   | توني قالوبا          | 9                    |
| 15                   | Dorian Godon ‏        | 29                   |
| 16                   | Nans Peters ‏         | 24                   |
| 17                   | الكسيس فويليرموز     | 17                   |

| Groupama-FDJ GFC | Groupama-FDJ GFC    | Groupama-FDJ GFC |
| ---------------- | ------------------- | ---------------- |
| م                | عداء                | مرتبة            |
| 21               | ميكايل ديلاج        | 35               |
| 22               | إجناتاس كونوفالوفاس |                  |
| 23               | توبياس لودفيجسون    | 14               |
| 24               | مايلز سكوتسون       | 37               |
| 25               | رومان سيجل ‏         | 43               |
| 26               | بينوا فوجرينارد     | 52               |
| 27               | ليو فنسنت           | 18               |

| Cofidis, Solutions Crédits COF | Cofidis, Solutions Crédits COF | Cofidis, Solutions Crédits COF |
| ------------------------------ | ------------------------------ | ------------------------------ |
| م                              | عداء                           | مرتبة                          |
| 31                             | خيسوس هييرادة                  | 1                              |
| 32                             | داروين أتابوما                 |                                |
| 33                             | Geoffrey Soupe ‏                | OTL                            |
| 34                             | ايمانويل مورين                 | 45                             |
| 35                             | أنتوني بيريز                   | لم يبدأ                        |
| 36                             | جوليان سيمون                   | 27                             |
| 37                             | دامين توزي                     | 23                             |

| فيتال كونسبت ‏ VCB | فيتال كونسبت ‏ VCB   | فيتال كونسبت ‏ VCB |
| ----------------- | ------------------- | ----------------- |
| م                 | عداء                | مرتبة             |
| 41                | يوان بغت            | لم يكمل السباق    |
| 42                | Corentin Ermenault ‏ | 39                |
| 43                | Steven Lammertink ‏  | OTL               |
| 44                | Adrien Garel ‏       | 42                |
| 45                | Justin Mottier ‏     | 46                |
| 46                | باتريك مولر         | 21                |
| 47                | آرثر فيشوت          | لم يكمل السباق    |

| Arkéa-Samsic PCB | Arkéa-Samsic PCB | Arkéa-Samsic PCB |
| ---------------- | ---------------- | ---------------- |
| م                | عداء             | مرتبة            |
| 51               | برايس فيلو       | OTL              |
| 52               | ايلي جيسبرت      | 5                |
| 53               | رومان هاردي      | 15               |
| 54               | رومان لي رو      | لم يكمل السباق   |
| 55               | جيرمي مايسون     | 31               |
| 56               | لوران بيشون      | 47               |
| 57               | Amaël Moinard ‏   | 28               |

| كاجا رورال-سيغوروس ‏ CJR | كاجا رورال-سيغوروس ‏ CJR | كاجا رورال-سيغوروس ‏ CJR |
| ----------------------- | ----------------------- | ----------------------- |
| م                       | عداء                    | مرتبة                   |
| 61                      | سيرجيو بارديلا          | 22                      |
| 62                      | كريستيان رودريغيز       | 12                      |
| 63                      | اليكس ارانبورو          | 51                      |
| 64                      | Julen Amezqueta ‏        | 41                      |
| 65                      | سيرجي تشيرنيتسكي        | 11                      |
| 66                      | Álvaro Cuadros ‏         | لم يكمل السباق          |
| 67                      | ديفيد غونزاليس          | 50                      |

| ديلكو ‏ DMP | ديلكو ‏ DMP          | ديلكو ‏ DMP |
| ---------- | ------------------- | ---------- |
| م          | عداء                | مرتبة      |
| 71         | رومان كومبو         | 26         |
| 72         | لوكاس دي روسي       | 54         |
| 73         | جوليان الفارس       | 4          |
| 74         | ديليو فرنانديز كروز | 44         |
| 75         | خافيير مورينو       | 6          |
| 76         | Rémy Rochas ‏        | OTL        |
| 77         | افالداس سيسكفهيوس   | OTL        |

| Total Direct Énergie TDE | Total Direct Énergie TDE | Total Direct Énergie TDE |
| ------------------------ | ------------------------ | ------------------------ |
| م                        | عداء                     | مرتبة                    |
| 81                       | جوناثان إيفيرت           | لم يكمل السباق           |
| 82                       | Axel Journiaux ‏          | OTL                      |
| 83                       | Bryan Nauleau ‏           | لم يكمل السباق           |
| 84                       | Perrig Quéméneur ‏        | 48                       |
| 85                       | Simon Sellier ‏           |                          |
| 86                       | Rein Taaramäe            | 3                        |

| يوسكادي مورياس ‏ EUS | يوسكادي مورياس ‏ EUS | يوسكادي مورياس ‏ EUS |
| ------------------- | ------------------- | ------------------- |
| م                   | عداء                | مرتبة               |
| 91                  | أوسكار رودريغيز     | 8                   |
| 92                  | جاريكويتز برافو     | OTL                 |
| 93                  | Mikel Bizkarra ‏     | 30                  |
| 94                  | بنات انساوستي       | لم يكمل السباق      |
| 95                  | Mikel Iturria ‏      | 20                  |
| 96                  | ماريو غونزاليس      | OTL                 |
| 97                  | سيرجيو ساميتيير     | 25                  |

| أموري وفيتا - برودير 2019 ‏ AMO | أموري وفيتا - برودير 2019 ‏ AMO | أموري وفيتا - برودير 2019 ‏ AMO |
| ------------------------------ | ------------------------------ | ------------------------------ |
| م                              | عداء                           | مرتبة                          |
| 101                            | Andrea Meucci‏                  | لم يكمل السباق                 |
| 102                            | Danilo Celano ‏                 | 19                             |
| 103                            | Pierpaolo Ficara ‏              | 7                              |
| 104                            | Yukinori Hishinuma‏             | لم يكمل السباق                 |
| 105                            | Viesturs Lukševics ‏            | 36                             |
| 106                            | ماركو تيزا                     | 33                             |
| 107                            | Kristers Ansons ‏               | لم يبدأ                        |

| Interpro Cycling Academy ‏ IPC | Interpro Cycling Academy ‏ IPC | Interpro Cycling Academy ‏ IPC |
| ----------------------------- | ----------------------------- | ----------------------------- |
| م                             | عداء                          | مرتبة                         |
| 111                           | Samuel Ponce Alvarez‏          | لم يكمل السباق                |
| 112                           | Evan Clouse ‏                  | لم يكمل السباق                |
| 113                           | David Casanovas ‏              | OTL                           |
| 114                           | بابلو توريس                   | 53                            |
| 115                           | Florian Hudry ‏                | 34                            |
| 116                           | Adrien Guillonnet ‏            | 13                            |
| 117                           | هيرنان أغيري                  | OTL                           |

## التصنيف العام النهائي
| التصنيف العام         | التصنيف العام     | التصنيف العام              | التصنيف العام | التصنيف العام |
| العداء                | العداء            | الفريق                     | الوقت         |               |
| --------------------- | ----------------- | -------------------------- | ------------- | ------------- |
| 1                     | خيسوس هييرادة     | Cofidis, Solutions Crédits | 5 س 02 د 05 ث |               |
| 2                     | رومان بارديه      | AG2R La Mondiale           | + 9 ث         |               |
| 3                     | رين تاراما        | Total Direct Énergie       | + 1 د 12 ث    |               |
| 4                     | جوليان الفارس     | ديلكو ‏                     | + 1 د 38 ث    |               |
| 5                     | ايلي جيسبرت       | اركيا سامسيك               | + 2 د 24 ث    |               |
| 6                     | خافيير مورينو     | ديلكو ‏                     | + 2 د 29 ث    |               |
| 7                     | Pierpaolo Ficara ‏ | أموري وفيتا - برودير ‏      | + 2 د 40 ث    |               |
| 8                     | أوسكار رودريغيز   | يوسكادي مورياس ‏            | + 2 د 43 ث    |               |
| 9                     | توني قالوبا       | AG2R La Mondiale           | + 2 د 52 ث    |               |
| 10                    | داروين أتابوما    | Cofidis, Solutions Crédits | + 2 د 58 ث    |               |
|                       |                   |                            |               |               |
| مصدر: ProCyclingStats |                   |                            |               |               |

## وصلات خارجية
- لمحة عن سباق مونت فينتو دينفلاي تشالنجز 2019 على موقع  ProCyclingStats   (برو  سايكلنج  ستاتس) - إحصاءات  محترفي  الدراجات.
- مونت فينتو دينفلاي تشالنجز 2019 على موقع إحصائيات الدراجات الإحترافية (الإنجليزية)